# Pierre Laroche (maquilleur)
Pour les articles homonymes, voir Pierre Laroche.
Pierre Laroche (parfois orthographié Pierre LaRoche ou Pierre La Roche par les anglo-saxons) est un maquilleur français né le 28 décembre 1933 à Casablanca et mort le 26 août 1991 à Créteil. Célèbre pour avoir conçu pour David Bowie les maquillages de ses persona Ziggy Stardust et Aladdin Sane, il est un des maîtres de l'esthétique du glam rock.

## Biographie
Élevé à Alger, alors département français, Pierre Laroche étudie en France. Il commence à travailler comme maquilleur-testeur pour la société de cosmétiques d'Elizabeth Arden en Angleterre, puis commence une carrière freelance en 1972,
Ses créations originales, souvent inspirées par les tatouages traditionnels algériens, le conduisent à travailler dans le milieu de la mode, notamment pour British Vogue. L'auteur-compositeur-interprète David Bowie fait appel à lui pour le maquillage de son personnage Ziggy Stardust, visage pâle, paupières fardées de doré, disque doré pailleté sur le front et lèvres cerise, inspiré par le film Orange Mécanique. Pour le visage de Bowie toujours Pierre Laroche dessine le célèbre éclair bleu et rouge de la pochette du disque Aladdin Sane. Enfin, il est l'auteur des maquillages futuristes de Bowie et du mannequin Twiggy immortalisés sur la pochette de l'album Pin Ups. 
Début 1975, il conçoit les maquillages des acteurs du Rocky Horror Picture Show. 
Cette même année, engagé par Mick Jagger pour une tournée des Rolling Stones aux États-Unis, il ré-imagine les maquillages de tous les musiciens du groupe,. La même année, il est l'auteur de maquillages androgynes pour la photographie de la pochette de l'album Daryl Hall and John Oates des chanteurs éponymes. 
Pierre Laroche s'installe ensuite aux États-Unis vers la fin des années 1970. Il maquille Bianca Jagger pour la couverture du magazine People et Elsa Peretti pour une photographie de Helmut Newton parue dans Newsweek.
Il meurt du sida en août 1991 à Paris à l'âge de 45 ans,. 